# Colegio Romano de Santa María
El Colegio Romano de Santa María (en italiano: Collegio Romano di Santa Maria) es un centro interregional del Opus Dei, erigido por San Josemaría Escrivá en Roma el 12 de diciembre de 1953, fiesta de Nuestra Señora de Guadalupe. Es una entidad dependiente del prelado del Opus Dei, y destinada a proporcionar la formación teológica y espiritual a las numerarias —miembros célibes de la institución, con plena disponibilidad—, que posteriormente pueden recibir encargos de formación en las diversas circunscripciones donde trabaja la Prelatura (cfr. Estatutos del Opus Dei, nº 98).

## Historia
El 14 de febrero de 1955 se concretó para las mujeres un plan de estudios de filosofía y teología análogo al que ya existía desde 1951 para los varones. Las normas canónicas de ese momento no permitían que las mujeres cursaran sus estudios en las facultades eclesiásticas. Mientras se resolvía ese problema, san Josemaría animó a sus hijas a que continuaran sus estudios de Filosofía y Teología en el Colegio Romano de Santa María, y en los centros de Estudios regionales.
La primera promoción (1954) estaba formada por siete alumnas —Margarita Murillo, Gabriella Filippone, Eileen Maher, Helena Serrano Ibáñez, Rafaela Cuenca Salazar, María Josefa Zuloaga y María Josefa Linares Albarracín—, provenientes de: España, Irlanda, Italia y México. Las seis primeras promociones se alojaron en la primera sede del Colegio Romano de Santa María, situada en un edificio de Via di Villa Sacchetti, donde también se encontraba la Asesoría Central y el centro dedicado a la administración doméstica de éste y de los centros de Villa Tevere. En 1956 ya había alumnas de catorce países y se pensaba en encontrar una sede definitiva.
Entre 1959 y 1963 se realizaron obras de ampliación de la nueva sede, llamada Ville delle Rose, situada en Castel Gandolfo, en la región del Lacio, a orillas del lago Albano, a 18 km al sureste de Roma. Durante esos años no se incorporaron nuevas promociones al Colegio Romano de Santa María. El 14 de febrero de 1963 san Josemaría inauguró la nueva sede del Colegio Romano, consagrando el altar del oratorio dedicado a Sancta Maria Mater Pulchrae Dilectionis. Asistieron mujeres de veinte países. Años después, el 26 de junio de 1975, el mismo día de su fallecimiento, san Josemaría Escrivá tuvo un encuentro con las alumnas y la administración del Colegio Romano de Santa María, que procedían de los cinco continentes.
El 24 de febrero de 1963 Josemaría Escrivá erigió el Instituto Internacional de Pedagogía (Istituto Internazionale di Pedagogia), que pasó a depender de la Universidad de Navarra. Dicho instituto, creado para preparar a profesoras y directivos de actividades orientadas a la formación cristiana, promovidas por miembros del Opus Dei, se cerró en 1990.
En 1992 los edificios de Castel Gandolfo volvieron a su destino original, una casa de retiros y de convivencias (para actividades de formación cristiana). Y el Colegio Romano de Santa María se trasladó a su nueva sede: Villa Balestra, una vez que finalizaron diversas obras de acondicionamiento (1990-1992). Se denominó Villa Balestra porque colindaba por detrás con el parque de ese nombre. El Beato Álvaro del Portillo, celebró la primera misa solemne el 12 de mayo de 1993 en la nueva sede.
La mayoría de las alumnas cursan sus estudios en Teología, Derecho Canónico, Filosofía, y Comunicación Social Institucional de la Iglesia en la Pontificia Universidad de la Santa Cruz.
También en Roma existe un centro paralelo para los varones: el Colegio Romano de la Santa Cruz, erigido por el fundador en 1948.